# Kalczyk (miejscowość)
Kalczyk (ukr. Кальчик) – wieś na Ukrainie, w obwodzie donieckim, w rejonie mariupolskim, siedziba hromady. W 2001 liczyła 1718 mieszkańców, głównie rosyjskojęzycznych.